# 72-й гвардейский гаубичный артиллерийский полк
72-й гвардейский гаубичный артиллерийский полк — воинское подразделение Вооружённых Сил СССР в Великой Отечественной войне.

## История
Полк сформирован путём преобразования 283-го гаубичного артиллерийского полка 18.12.1944 года в составе 51-й армии в Прибалтике на Либавском направлении.
В составе действующей армии с 18.12.1944 по 19.12.1944 и с 21.02.1945 по 11.05.1945 года.
Существует неясность со сроками преобразования: по данным Перечня № 13 полк преобразован в гвардейский 18.12.1944, но при этом на 01.01.1945 года в Списке действующей армии числится 283-й гаубичный артиллерийский полк.
- О боевом пути полка смотри статью 53-я гвардейская дивизионная артиллерийская бригада
- О боевом пути полка смотри статью 98-я гвардейская стрелковая дивизия

## Полное наименование
- 72-й гвардейский гаубичный артиллерийский Полоцкий ордена Кутузова полк

## Подчинение
| Дата            | Фронт (округ)           | Армия                 | Корпус                             | Дивизия                             | Бригада                                             | Примечания                              |
| --------------- | ----------------------- | --------------------- | ---------------------------------- | ----------------------------------- | --------------------------------------------------- | --------------------------------------- |
| 18.12.1944 года | 1-й Прибалтийский фронт | 51-я армия            | -                                  | -                                   | -                                                   | -                                       |
| 01.01.1945 года | 1-й Прибалтийский фронт | -                     | -                                  | -                                   | -                                                   | как 283-й гаубичный артиллерийский полк |
| 01.02.1945 года | -                       | -                     | -                                  | -                                   | -                                                   | нет данных                              |
| 01.03.1945 года | 2-й Украинский фронт    | 9-я гвардейская армия | 37-й гвардейский стрелковый корпус | 98-я гвардейская стрелковая дивизия | 53-я гвардейская дивизионная артиллерийская бригада | -                                       |
| 01.04.1945 года | 3-й Украинский фронт    | 9-я гвардейская армия | 37-й гвардейский стрелковый корпус | 98-я гвардейская стрелковая дивизия | 53-я гвардейская дивизионная артиллерийская бригада | -                                       |
| 01.05.1945 года | 3-й Украинский фронт    | 9-я гвардейская армия | 37-й гвардейский стрелковый корпус | 98-я гвардейская стрелковая дивизия | 53-я гвардейская дивизионная артиллерийская бригада | -                                       |

## Командиры
- гвардии подполковник Ковун Николай Иванович

## Награды и наименования
| Награда (наименование)    | Дата | За что получена    |
| ------------------------- | ---- | ------------------ |
| Полоцкий                  |      | по преемственности |
| Орден Кутузова II степени | ?    | Полоцкий           |